# Culicoides bundyensis
Culicoides bundyensis är en tvåvingeart som beskrevs av Lee och Reye 1955. Culicoides bundyensis ingår i släktet Culicoides och familjen svidknott. Inga underarter finns listade i Catalogue of Life.